# 47e régiment d’infanterie
Das Régiment des Gardes-Lorraine (zuletzt: 47e bataillon d’infanterie) war eine Infanterieeinheit der französischen Streitkräfte.

## Aufstellung und signifikante Änderungen
Im April 1737 wurde Stanislaus I. Leszczyński, ehemaliger König von Polen und Titularherzog von Lothringen in Nancy ein Gardebataillon zu Fuß zugebilligt, zusätzlich zu dem Garde-Kavallerieregiment, das er bereits vorher von Ludwig XV. (seinem Schwiegersohn) erhalten hatte. Dieses Bataillon wurde aus 300 invaliden Unteroffizieren gebildet und vom Marquis de Moncan kommandiert.
Da das Herzogtum Lothringen zu diesem Zeitpunkt noch Teil des Heiligen Römischen Reiches und erst nach dem Tode von Stanislaus I. Leszczyński vertragsgemäß an Frankreich fallen würde, handelte es sich de jure bis 1766 daher nicht um ein französisches, sondern um ein lothringisches, also der Form nach ein sogenanntes Fremdenregiment (Infanterie étrangère de ligne).
Mit Anordnung vom 6. April 1740 wurde das Bataillon zu einem Regiment aufgestockt.

„Seine Majestät stimmt zu, ein Garde-Infanterieregiment (Régiment Gardes Lorraines) zu errichten, welches aus 17 Kompanien, davon eine Grenadierkompanie zu je 30 Mann bestehen solle. Die Hauptleute und anderen Offiziere die für das Regiment ausgewählt wurden, haben unverzüglich damit zu beginnen dieses zu errichten. Dazu sind aus Einheimischen die notwendigen auszusuchen, die vom Alter und der Größe her geeignet sind. Die zur Umsetzung notwendigen Befehle werden erlassen von König Stanislas von Polen, Herzog von Lothringen, etc…“

- 6: April 1740: Indienstnahme als Régiment des Gardes-Lorraine durch Stanislaus I. Leszczyński, Titularherzog von Lothringen
- Im März 1744 wurde das Régiment des Gardes Lorraine durch Eingliederung des Personals vom Régiment de Perche verstärkt.[1] Diese wurden zum 1. Bataillon, während der bisherige Stamm von Lorraine zum 2. Bataillon wurde. Es wurden dabei die Tradition und die Stammnummer des älteren Régiment de Perche übernommen. Der bisherige Kommandant des Regiments du Perche, Colonel de Livry, wurde entlassen. Neuer Regimentsinhaber war der Herzog von Lothringen, das Kommando führte (pro forma als Commandant titulaire) der Charles-Juste de Beauvau, der wiederum von einem Colonel en second, dem Comte de Mocan als de facto Kommandeur vertreten wurde.

Da dieses Regiment jetzt zwei Leibfahnen (Drapeau colonelle) besaß, wurde mit dem 1. September 1744 eine gesonderte Verfügung erlassen, um diese Angelegenheit zu regeln.

„Seine Majestät haben mit Anordnung vom 20. März des Jahres die Zusammenlegung der Regimenter du Perche infanterie und Gardes Lorraine angeordnet. Du Perche wird dabei das 1. Bataillon bilden, das Regiment wird den Rang des bisherigen Regiment du Perche übernehmen. Das Regiment wird somit aus zwei Bataillonen bestehen.
- Artikel 1

Die bisherige Leibkompanie des Régiment du Perche wird diesen Titel und die weisse Fahne des Regimentsinhabers weiterhin führen. Die bisherige Leibkompanie des Régiment des Gardes Lorraine verliert die weiße Fahne und wird zu einer normalen Kompanie des Regiments.
- Artikel 2

Die Kompanie des Sieur d'Audiffret, bisheriger Lieutenant-colonel des Régiment des Gardes de Lorraine behält ihren Rang, ebenso der Sieur d'Audiffret seinen Dienstgrad. Diese Kompanie wird dem 1. Bataillon zugewiesen, wo sie hinter der Kompanie des Sieur de Casteron, Lieutenant-colonel des Régiment du Perche marschieren wird. Die Kompanie Moncan marschiert hinter der Leibkompanie des Régiment des Gardes-Lorraine.
- Artikel 3

Seine Majestät will, dass der älteste Capitaine des zweiten Bataillons mit seiner Kompanie an der Spitze des Bataillons marschiert.
- Artikel 4

Seine Majestät ordnet an, dass der bisherige Stab des Régiment du Perche aufgelöst wird und der Stab des Régiment des Gardes de Lorraine in seiner bisherigen Zusammensetzung in dieser Funktion weiterbesteht.
- Artikel 5

Seine Majestät ordnet an: ausgenommen der bereits erwähnten Kompanien werden alle andren, die die beiden Bataillone dieses Regiments bilden und zwischen den einzelnen Bataillonen versetzt werden, den Rang einnehmen, der ihnen gemäß den Verordnungen und den Gebräuchen in der Infanterie zusteht.“

- 10. Dezember 1762 : Verstärkt um ein drittes Bataillon
- 28. März 1766: Nach dem Tod von Stanislaus I. Leszczyński erfolgte die Umbenennung in Régiment d’infanterie de Lorraine  und Eingliederung als reguläres Regiment in die französische Armee.
- 1. Januar 1791: Umbenennung in 47e régiment d’infanterie de ligne
- 1794: Nach der Einrichtung der Demi-brigades wurde das 1. Bataillon zur Aufstellung der „93e demi-brigade de bataille“ verwendet.[3]

bestehend aus:
1. Bataillon des 47e régiment d’infanterie

1er bataillon de volontaires de Seine-et-Marne (1. Freiwilligenbataillon Seine & Marne)

6e bataillon de volontaires du Haut-Rhin (6. Oberrheinischen Freiwilligenbataillon)
1796 erfolgte die Umwandlung in die sogenannte 49e demi-brigade de deuxième formation, die später zum „49e régiment d’infanterie“ wurde.
- 3. April 1794: Das 2. Bataillon wurde zur Aufstellung der „94e demi-brigade de bataille“ verwendet.

bestehend aus:
2. Bataillon des 47e régiment d’infanterie

1er bataillon de volontaires de Saône-et-Loire (1. Freiwilligenbataillon Saône & Loire)

1er bataillon de volontaires du Cher (1. Freiwilligenbataillon Cher)

1796 erfolgte die Umwandlung in die sogenannte 2e demi-brigade de deuxième formation, die später zum 2e régiment d’infanterie wurde.
Dadurch wurde der Regimentsverband aufgelöst und die Traditionslinie bis 1830 unterbrochen.
- 1830: Mit Anordnung vom 18. September wurde das Regiment mit einer Stärke von 3000 Mann wiedererrichtet, um bei der Eroberung von Algerien eingesetzt zu werden.[4]
- 1942: Als Teil der Waffenstillstandsarmee aufgelöst.
- 1955: als 47e bataillon d’infanterie wieder aufgestellt
- 1962: in Camp de Sissonne aufgelöst.

## Uniformen und Fahnen des Ancien Régime

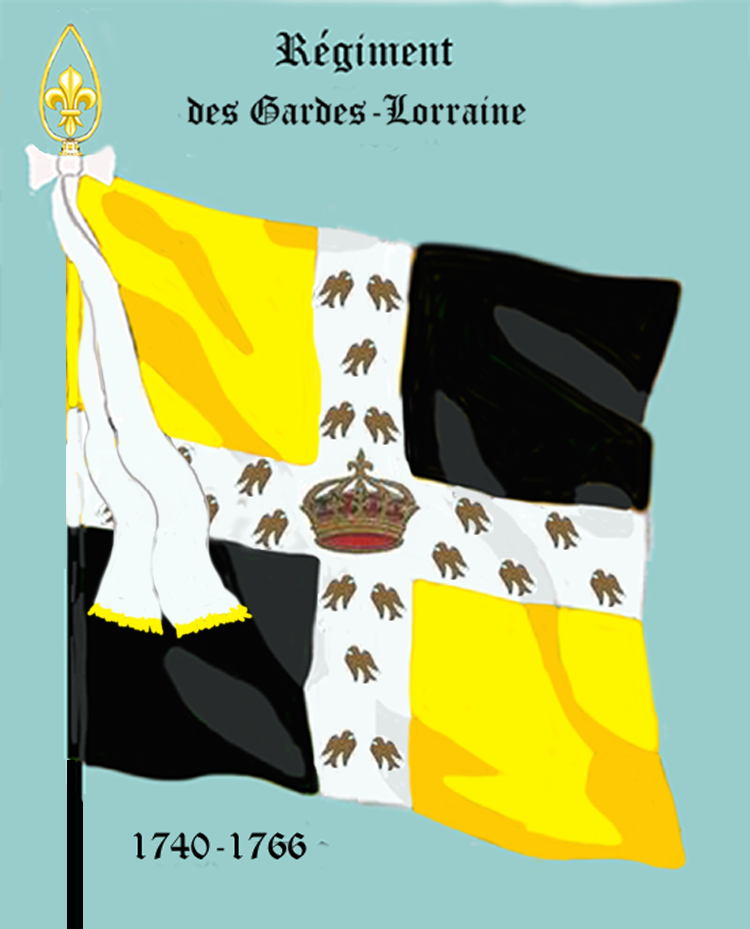
Régiment des Gardes-Lorraine 1740 bis 1766
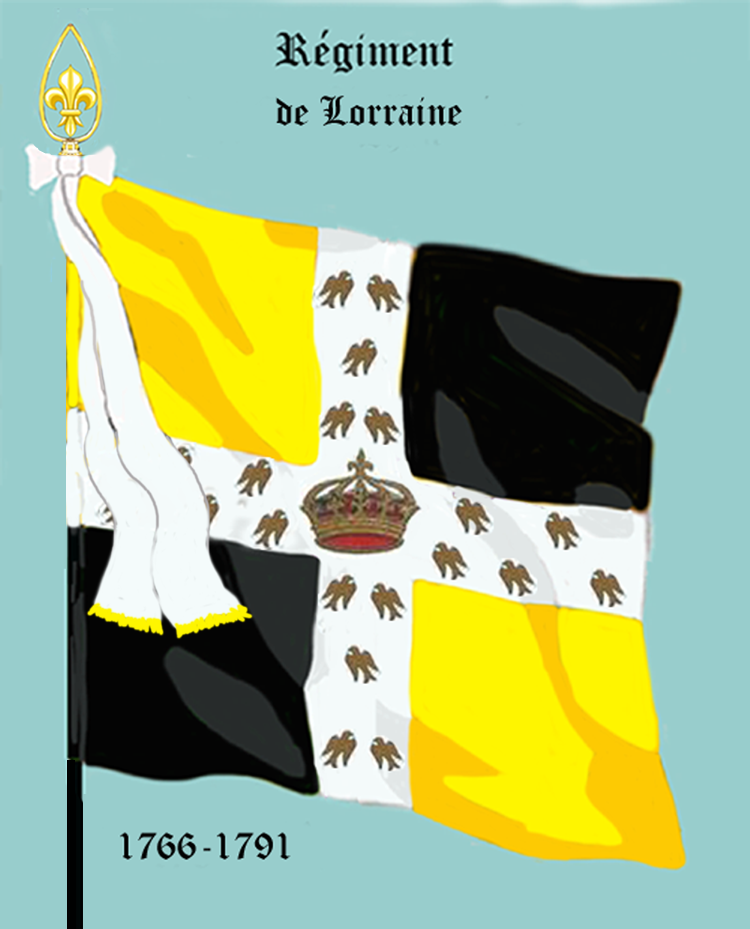
Régiment de Lorraine 1767 bis 1791
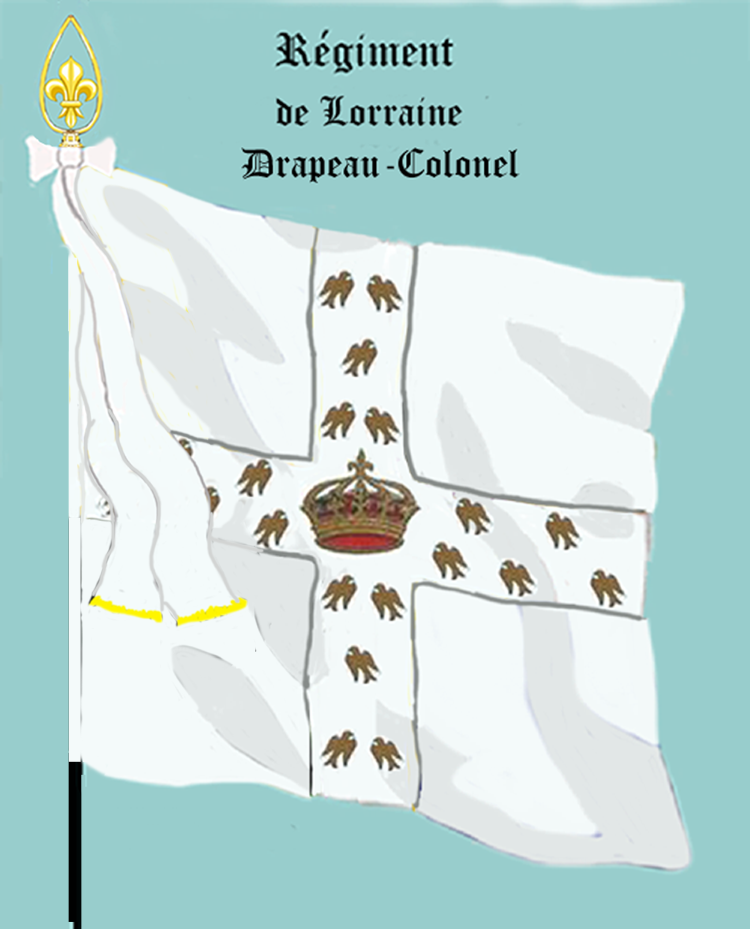
Régiment de Lorraine 1767 bis 1791, Leibfahne

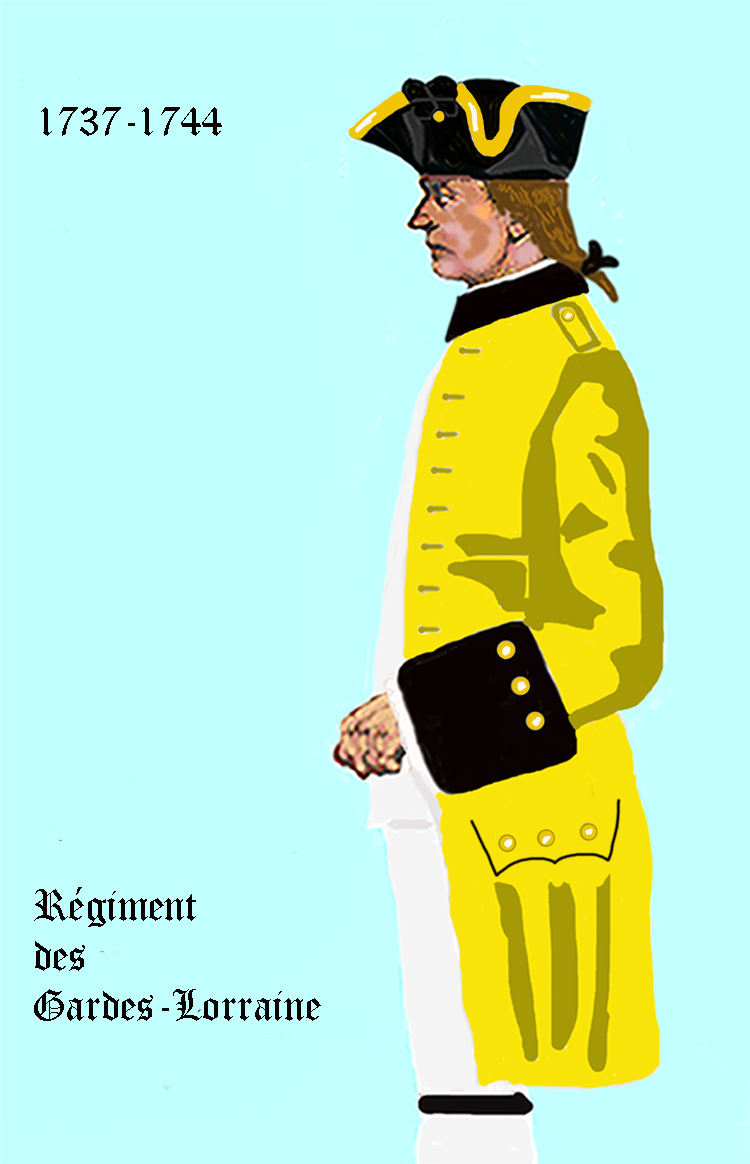
1737 bis 1744
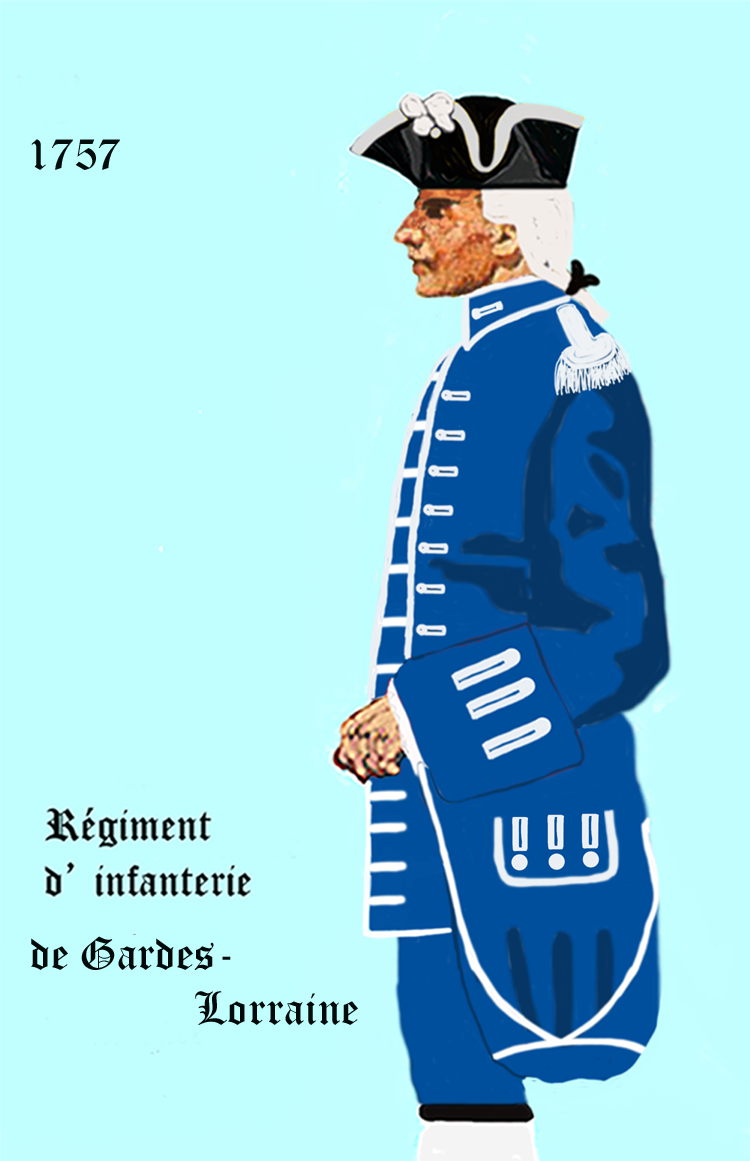
1744 bis 1762
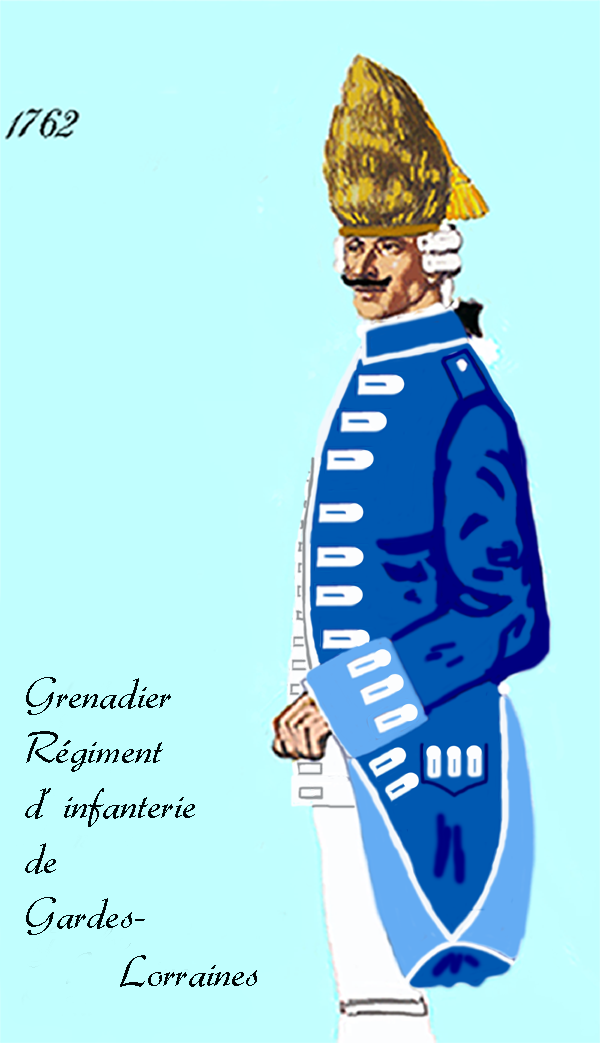
Grenadier 1762 bis 1766
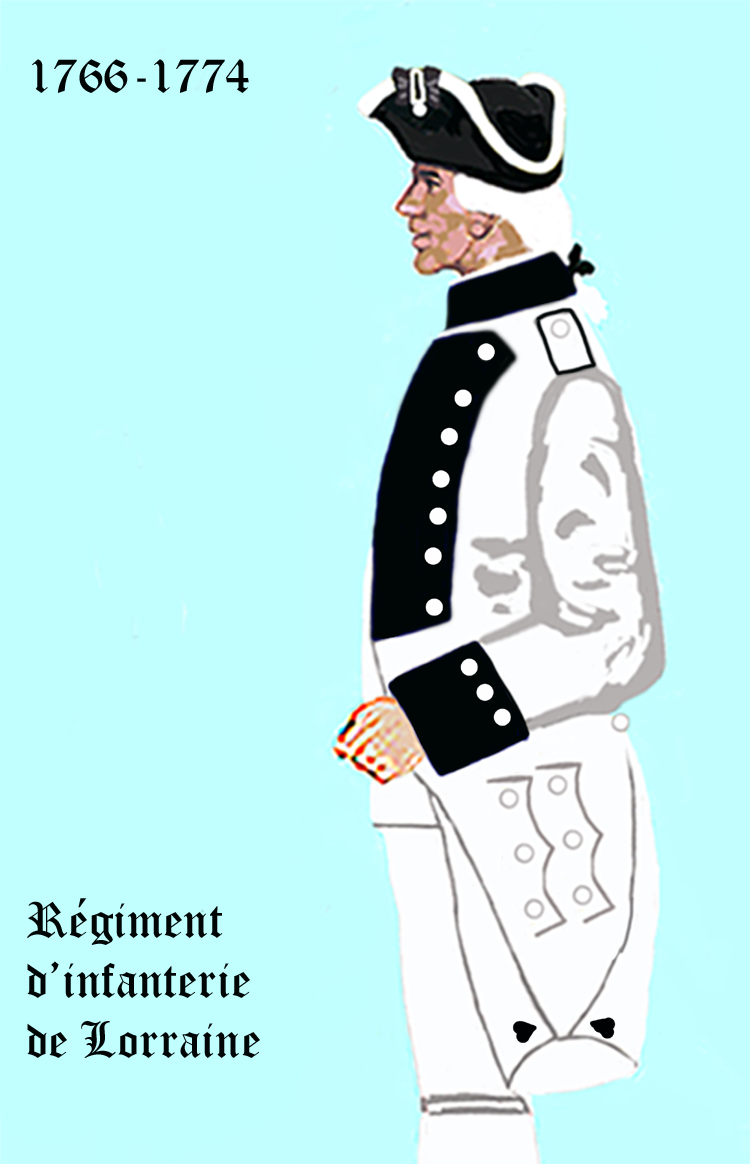
1766 bis 1774
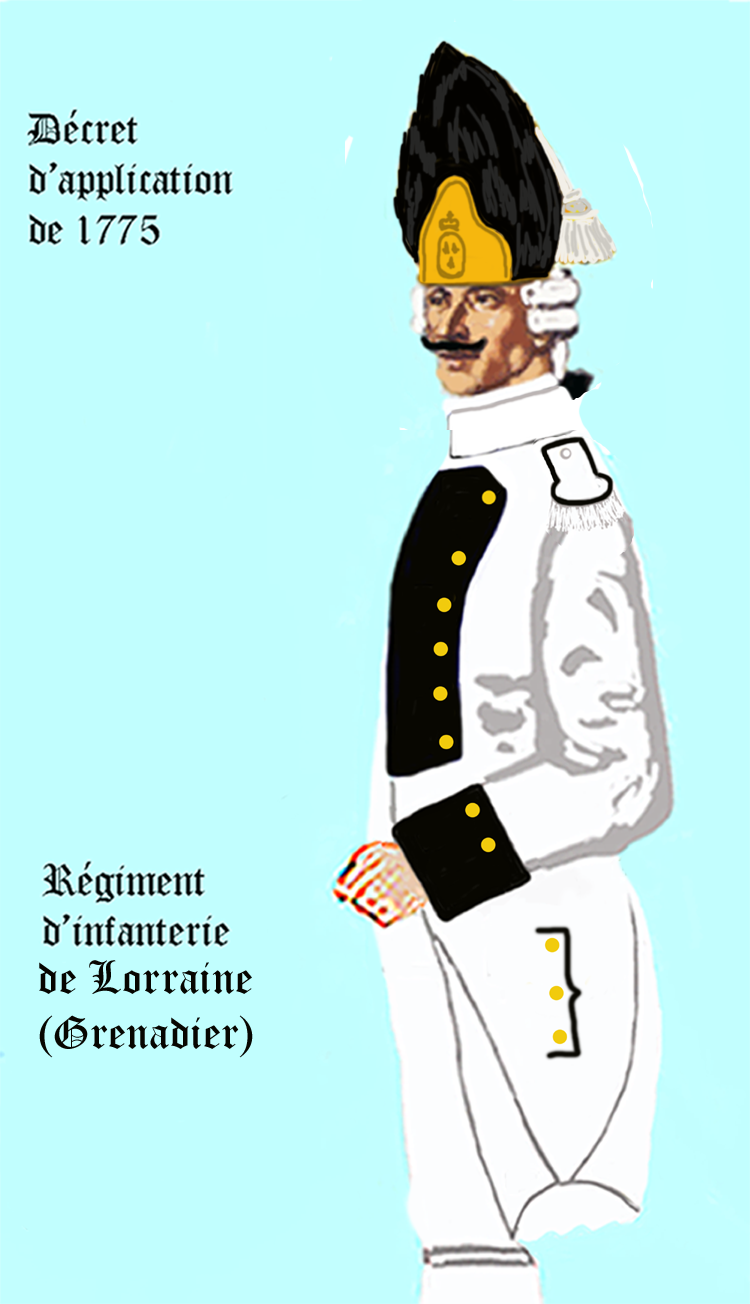
1775
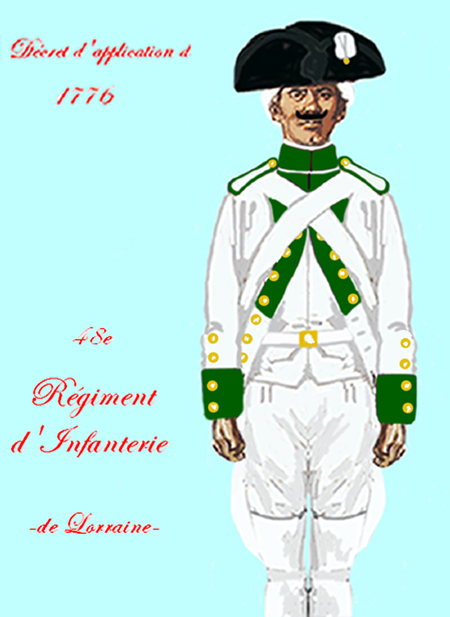
Régiment de Lorraine 1776 bis 1779
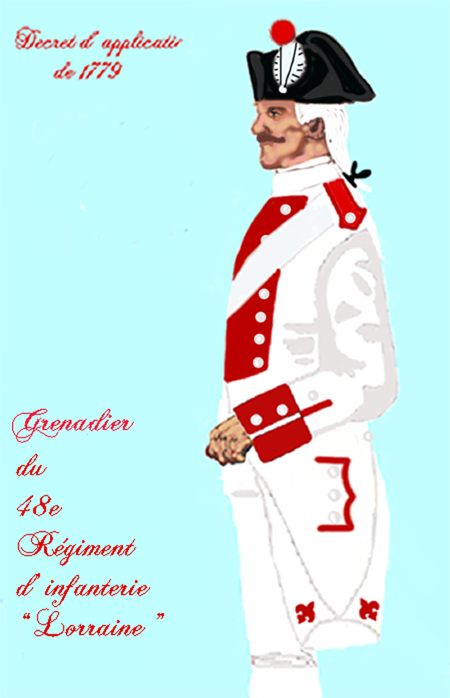
Régiment de Lorraine 1779 bis 1791
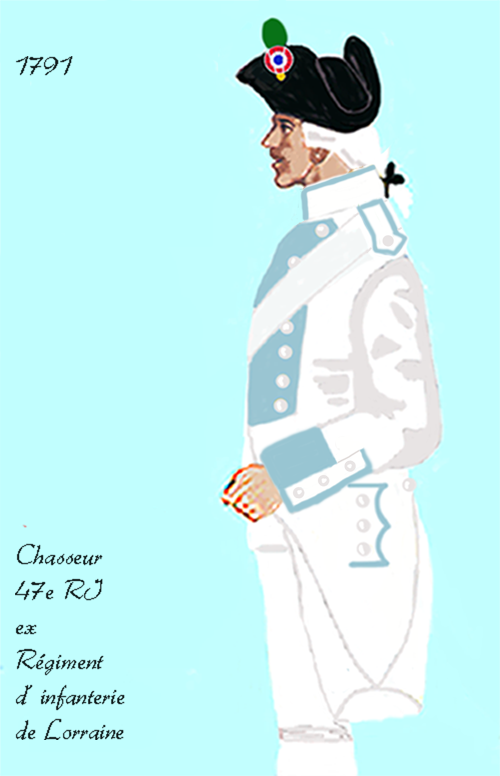
1791

## Mestres de camp/Colonels
Mestre de camp war von 1569 bis 1661 und von 1730 bis 1780 die Rangbezeichnung für den Regimentsinhaber und/oder für den mit der Führung des Regiments beauftragten Offizier. Die Bezeichnung „Colonel“ wurde von 1721 bis 1730, von 1791 bis 1793 und ab 1803 geführt.
Nach 1791 gab es keine Regimentsinhaber mehr.
Sollte es sich bei dem Mestre de camp/Colonel um eine Person des Hochadels handeln, die an der Führung des Regiments kein Interesse hatte (wie z. B. der König oder die Königin), so wurde das Kommando dem „Mestre de camp lieutenant“ (oder „Mestre de camp en second“) respektive dem „Colonel-lieutenant“ oder „Colonel en second“ überlassen.
- April 1740: Charles-Juste de Beauvau-Craon, prince de Beauvau (Jean-Baptiste de Marin, comte de Moncan als Mestre de camp en second)
- 20. März 1744: Jean-Baptiste de Marin, comte de Moncan
- 26. Februar 1746: Ferdinand-Jérôme de Beauvau-Craon, chevalier de Beauvau-Craon
- 14. Dezember 1760: Louis Bruno de Boisgelin, comte de Cuce
- 20. März 1774: Victurnin Jean-Baptiste Marie de Rochechouart, duc de Mortemart
- 10. März 1778: Antoine César de Choiseul, comte de Praslin
- 1789: Colonel Alexandre Andrault de Langeron
- 23. November 1791: Pierre François, vicomte d’Olonne
- 16. Mai 1792: Joseph Antoine Colomb

(…)
- - 1814: Colonel Dein, gefallen in der Schlacht bei Orthez[5].
- 1837: Colonel Michel Combes
- 1870: Colonel De Gramont
- 17. Juli bis 1. September 1918: Colonel Louis-Gaston Zopff
- 1938 bis 1939: Colonel Voillot
- 1939 bis 1940: Lieutenant-colonel Binet, dann Commandant Perier, dann Lieutenant-colonel de la Vernette.

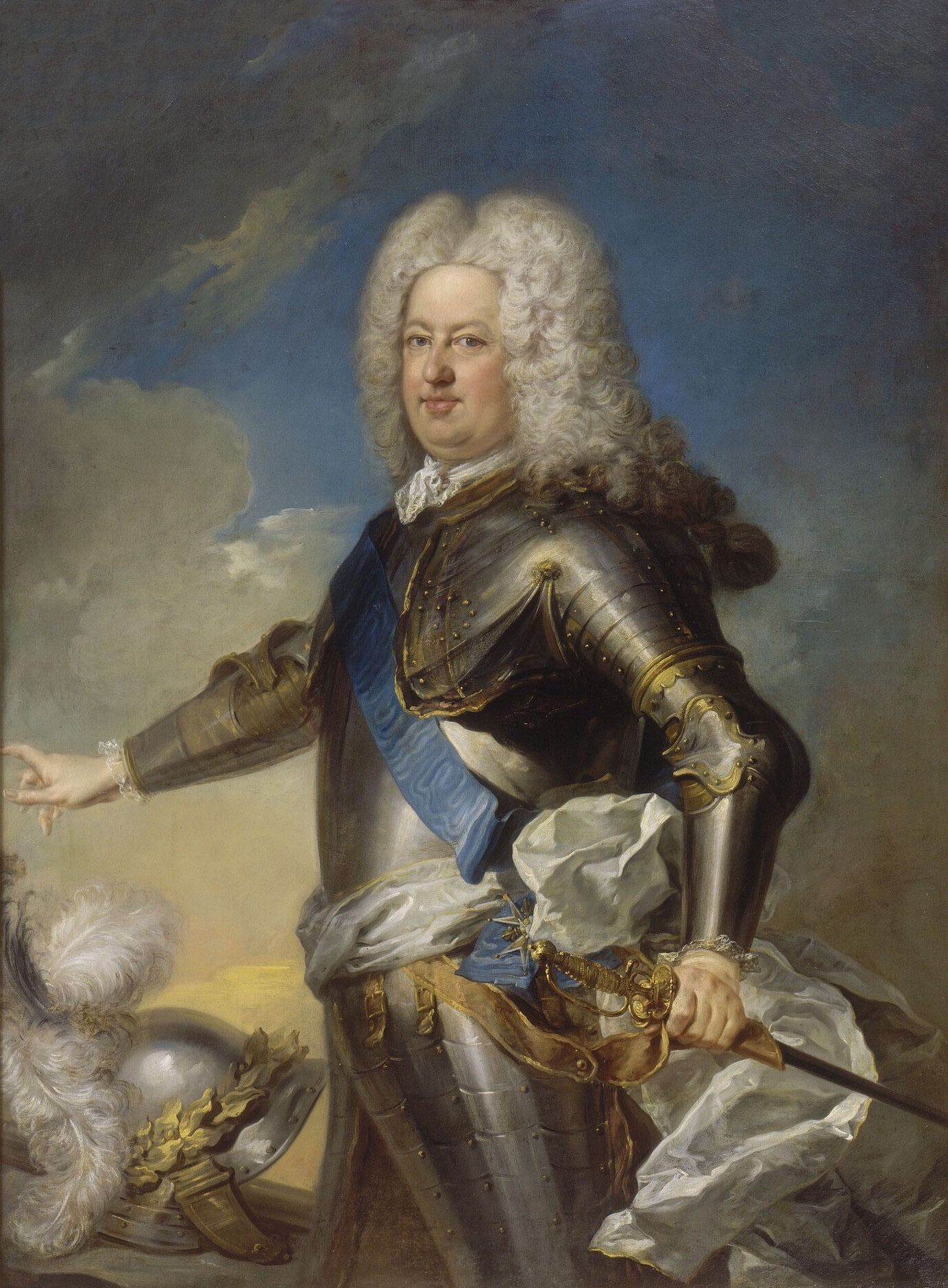
Der Regimentsinhaber Stanisław Leszczyński

## Gefechtskalender

### Österreichischer Erbfolgekrieg
- 1743/1744: Feldzug am Rhein; Schlacht bei Dettingen; Stellung an der Lauter und noch im gleichen Jahr Verlegung nach Italien, wo das Regiment Anfang 1744 eintraf. Hier stand es unter dem Kommando des Prince de Conti, und war am Angriff auf Montauban, sowie bei der Einnahme von Villefranche, Montalban und Nizza beteiligt. Danach folgte der Zug in das Piémont mit Belagerungen von Demont und Cuneo und der Schlacht bei Madonna degli Ulmi.
- 1745: Das Regiment zeichnete sich in den Belagerungen von Acqui, Tortone, im Gefecht bei Refudo, und bei der Einnahme von Alessandria, Valenza, Asti und Casal Cermelli aus.
- 1746: Im Mai standen die Grenadiere des Regiments an der Spitze einer Angriffskolonne auf die Brücke von Casal-Bajano, sie zeichneten sich in einem anderthalbstündigen heftigen Kampf aus, in dem auch der

Chevalier de Beauveau verwundet wurde. Das Regiment nahm dann an der Schlacht bei Piacenza teil und deckte am 10. August in einem blutigen Kampf am Tidone den Rückzug der Armee. Während des restlichen und der darauffolgenden Feldzüge war das Regiment an der Verteidigung der Provence beteiligt. Nachdem die die kaiserliche Armee den Var passiert hatten, wurde es wieder bei der Eroberung von Nizza und Ventimiglia eingesetzt.
Am 20. September 1747 wurde das Regiment auf drei Bataillone verstärkt und kämpfte im darauffolgenden Jahr weiterhin im Gebiet der Alpen. Nach dem Frieden von Aachen und dem Ende des Krieges kehrte es nach Frankreich zurück. Das dritte Bataillon wurde am 24. Dezember aufgelöst. Die Einheit wurde an den Hof des Herzogs von Lothringen nach Nancy verlegt, wo sie bis zum Beginn des Siebenjährigen Krieges verblieb.

### Siebenjähriger Krieg
- 1757: Im April war das Regiment am ersten Aufmarsch der französischen Truppen bei Wesel beteiligt.

Schlacht bei Hastenbeck
Eroberung von Hannover und Verfolgung der Anglo-Hannoverschen Truppen bis nach Celle.
- 1758:

Nach dem Bruch der Konvention von Kloster Zeven marschierte das Regiment im Januar nach Bremen. Bei Ritterhude schlug es die Vorhut der Hannoverschen Armee und besetzte die Stadt. Es zog dann mit dem Korps des Duc de Broglie, welcher ihm die Bewachung der Stadt Hoya befahl. Diese wurde am 23. Februar von Ferdinand von Braunschweig-Wolfenbüttel angegriffen. Der Kommandant der Stadt, der Comte de Chabot, evakuierte die jenseits der Weser gelegene Vorstadt und brannte sie nieder. Der General Prinz Ferdinand überquerte zwischenzeitlich die Weser unterhalb von Hoya und griff alle von den Gardes Lorraine verteidigten Zugänge zur Stadt an. Der Widerstand war lange und verlustreich, der Chevalier de Beauvau und der Lieutenant-colonel de Chastellar taten alles was ihnen möglich war, konnten ihre Stellungen jedoch nicht halten. Das Regiment, das 15 Offiziere verloren hatte und nur noch aus 300 Mann bestand, zog sich nach Bremen zurück. Vor der Stadt angekommen, musste man erkennen, dass diese schon am gleichen Tag vom Feind besetzt worden war. Die Einheit marschierte in Richtung Bassum ab, überquerte die Hunte und dann zuerst nach Wildeshausen und dann nach Dülmen abzuziehen, ohne sich von den feindlichen Streifscharen aufhalten zu lassen. Das Regiment stieß dann zur Armee des Comte de Clermont, der entschied, dass seine Streitkräfte zu schwach seien um den Krieg fortzusetzen und der deswegen mit seinen Truppen nach Frankreich zurückkehrte.
Die Gardes Lorraine blieben bis 1761 in Lunéville und zogen dann im gleichen Jahr wieder nach Deutschland. Hier gehörten sie zur Armee des Prince de Soubise.
Die Kompanien zeichneten sich im Gefecht bei Werle und im Angriff auf die Mühle und das Schloss von Schaffhausen aus.
Nach dem Ende des Feldzuges wurde das Regiment in Bitche stationiert. Im Mai 1763 wurde das 1. Bataillon nach Lunéville und das 2. Bataillon nach Metz verlegt. Im Dezember zog es wieder nach Bitche und im November 1764 wurde das Regiment in Lunéville wieder vereinigt. Bis zum Tod des Herzogs von Lothringen am 23. Februar 1766 stand es als Garde im Dienst. Mit Anordnung vom 23. März 1766 verlor es den Namen Gardes Lorraine sowie seinen Status als Fremdenregiment, wurde nunmehr nur noch nach der Provinz benannt und endgültig in die französische Armee eingegliedert. Gemäß den dort geltenden Bestimmungen als „Régiment d’infanterie de Lorraine“. Auch wurde die bisherige blaue Uniform gegen die weiße französische mit schwarzen Aufschlägen getauscht.

### Friedenszeit
In der Folge wurde häufig die Garnison gewechselt, wie es damals üblich war. Das Regiment verlegte im April 1766 nach Briançon und im November nach Carcassonne, im Juni 1768 nach Toulon, im Juni 1770 nach Landau, im Juli 1771 nach Straßburg, im Oktober 1772 nach Dünkirchen, im Oktober 1774 nach Caen, im Februar 1778 nach Saint-Servant und nach Dinan, und im September nach dem Camp de Paramé, 1779 nach Eu (Seine-Maritime), Dieppe und Bolbec, 1780 und 1781 nach Pont-Audemer und Honfleur, im Oktober des gleichen Jahres nach Brest (Finistère), (Regimentsstärke zu diesem Zeitpunkt: 1064 Mann) im Oktober 1782 nach Lisieux, im Mai 1783 nach Caen und im Oktober des gleichen Jahres nach Lille. Danach verlegte es im Oktober 1785 nach Gravelines, im April 1786 nach Bayeux, im November 1787 nach Saint Lô und im April 1788 nach Bayeux.
Im Amerikanischen Unabhängigkeitskrieg wurde 1781 eine Abteilung nach Nordamerika verlegt.
Im Jahre 1789 wurde das Regiment in Rennes stationiert, da es hier nach dem Bekanntwerden der Einnahme der Bastille zu Unruhen gekommen war. Nach dem Verlassen von Rennes wurde ein Detachement von 235 Mann zur Bewachung der Flotte in Bayeux abkommandiert.

### Kriege der Revolution und des ersten Kaiserreichs
Im Juni 1791 ging das 1. Bataillon nach Saint Lô. im September des gleichen Jahres lag das komplette Regiment dann in Givet in Garnison.
1792 wurde nur das 1. Bataillon aktiv eingesetzt. Es nahm am 30. April am Gefecht bei Quiévrain teil. Während Charles-François Dumouriez in die Österreichischen Niederlande einmarschierte gehörte das, aus zwei Bataillonen bestehende Regiment zur „Armée des Ardennes“ (Ardennenarmee), kommandiert von Général comte de Valence, der die Österreicher unter General Jean-Pierre de Beaulieu im Wald von Asche schlagen konnte, um anschließende Namur zu besetzen und die dortige Zitadelle zu belagern.
In der Nacht des 30. November eroberten 1200 Grenadiere (unter ihnen die 60 Grenadiere des 47. Regiments) unter dem direkten Kommando von General Alexis Le Veneur de Tillières das Vorwerk Villote nach heftigen Kämpfen.
Die Zitadelle musste am 2. Dezember kapitulieren.
Die beiden Bataillone des Regiments Lorraine kämpften bis zum Ende an der Nordgrenze und in den Ardennen. Im Gefecht bei Landrecies am 30. April 1794 wurde es ebenfalls erwähnt.
Im Zuge der Umorganisation der französischen Armee wurden am 26. Juni 1794 die beiden Bataillone dazu verwendet, das jeweils erste Bataillon der 93e und 94e demi-brigade de bataille (premier amalgame – Erste Zusammenlegung) zu bilden.
- Die „93e demi-brigade de bataille“ gehörte zur Armée de Sambre et Meuse (Sambre-Maas-Armee).

Sie wurde am 26. Februar 1796 zur „49e demi-brigade de ligne“ (deuxième amalgame – Zweite Zusammenlegung). Die Halbbrigade zeichnete sich bei den Kämpfen in Deutschland und den Niederlanden aus, so bei Bergen op Zoom, Alkmaar und Castricum aus.
- Die „94e demi-brigade de bataille“ gehörte ebenfalls zur Armée de Sambre et Meuse (Sambre-Maas-Armee). Sie kämpfte in Deutschland, der Schweiz, an der Donau und in Italien. Ehrenvoll erwähnt wurde sie 1799 in der Schlacht bei Zürich. Am 26. Februar 1796 zur „2e demi-brigade de ligne“ (deuxième amalgame – Zweite Zusammenlegung) umgebildet, wurde sie 1803 zum 2e régiment d’infanterie.

### Eroberung von Algerien
Am 15. Oktober 1837 war das Regiment am Angriff auf Constantine beteiligt. Bis zur Unabhängigkeit Algeriens gab es in Constantine eine Straße mit dem Namen „Rue du 47e de Ligne“.

### Zweites Kaiserreich
Von 1855 bis 1856 im Krimkrieg eingesetzt war es an der Belagerung von Sewastopol und in der Schlacht bei Tratkir eingesetzt.
Per Dekret vom 2. Mai 1859 hatte das Regiment eine Kompanie zur Aufstellung des 102e régiment d’infanterie de ligne abzugeben.
Im Deutsch-Französischen Krieg kämpfte das Regiment in der Schlacht bei Wörth, dann in der Schlacht bei Sedan und streckte nach der Kapitulation von Napoleon III. die Waffen.

### 1871 bis 1914
Das 2. Bataillon wurde 1881 nach Tunesien verlegt.

### Erster Weltkrieg
Bei Kriegsausbruch 1914 war das Regiment in Saint-Malo und Saint-Servant stationiert, es gehörte zur 40. Infanteriebrigade in der 20. Infanteriedivision des 10. Armeekorps.

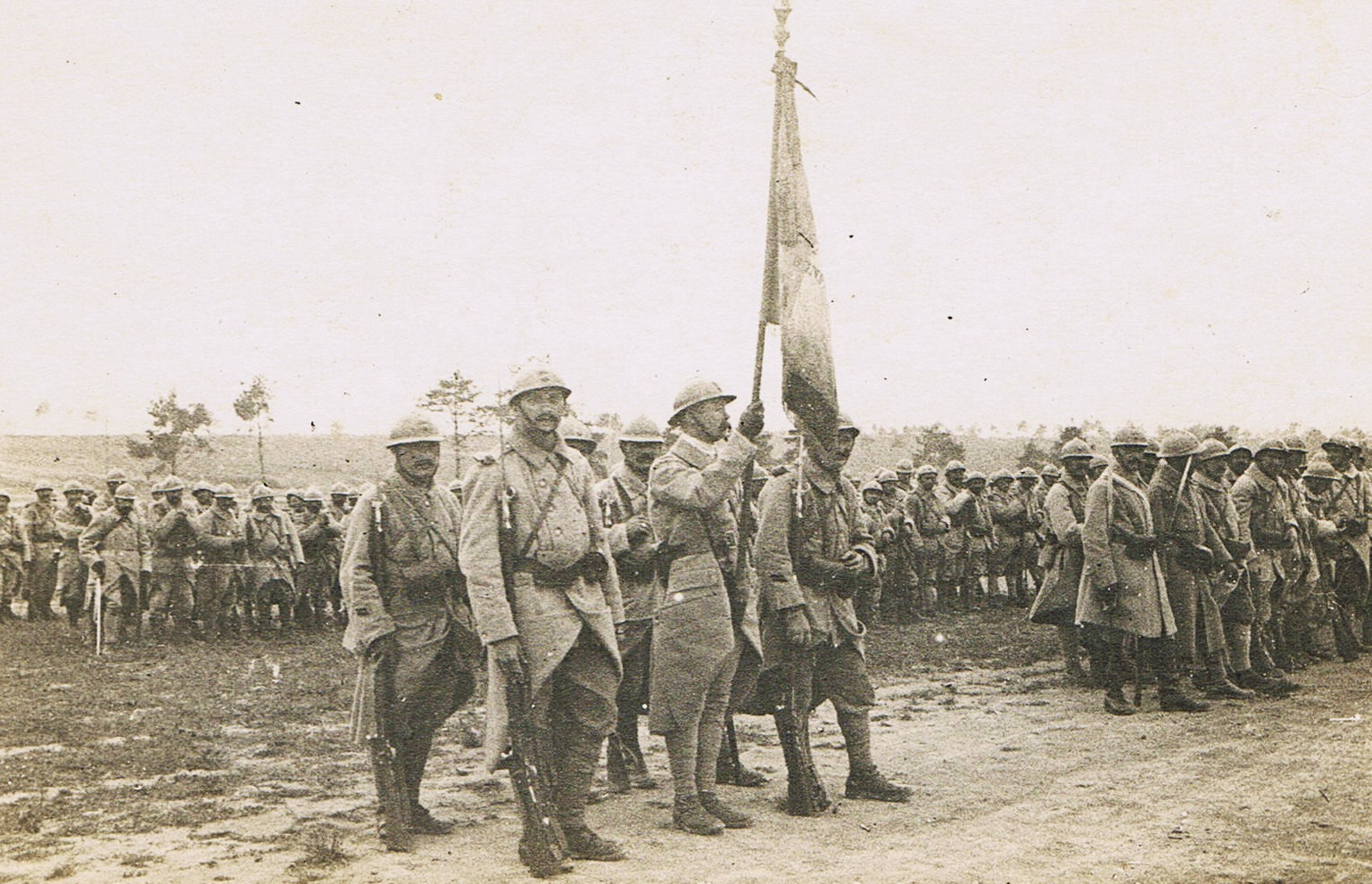
Der Fähnrich des 247ème régiment d’infanterie (Reserveregiment des 47. RI) Alexandre Miniac während des Krieges.

Im Zuge der Mobilmachung erfolgte die Aufstellung des zugeteilten Reserveregiments, des „247e régiment d’infanterie“.

#### 1914
- 21. August: Marsch über Charleroi nach Falisolle.
- 28. August: in Audigny.
- Vom 5. bis 13. September: Teilnahme an der ersten Marneschlacht, Kämpfe bei La Villeneuve-lès-Charleville, Bannay (Marne), Champaubert und Épernay.
- ab 1. Oktober: Wettlauf zum Meer über Arras, Mercatel und Neuville-Vitasse.
- 4. bis 10. Oktober: Stellungskämpfe südlich von Arras
- bis April 1915: Stellungskämpfe im Artois, bei Agny, Achicourt, Beaurains und Chanteclerc.

#### 1915
- Mai bis Juli: Stellungskämpfe im Artois, bei Saint-Laurent-Blangy, Chanteclerc und Roclincourt.
- September bis November: Stellungskämpfe bei Servon-Melzicourt in der Champagne.

#### 1916
- Januar bis Juni: Stellungskämpfe in den Argonnen
- September bis Oktober: Schlacht an der Somme – im Wald von Chilly und bei Chaules.

#### 1917
- Januar bis Februar: Stellungskämpfe bei Tilloloy an der Somme.
- April bis Mai: Stellungskämpfe be Mont Cornillet an der Marne.
- August bis Oktober: Stellungskämpfe bei Verdun (Côte du Poivre und Cote 344).
- Im Dezember: Stellungskämpfe in der Woëvre, bei Bonzée und Haudimont.

#### 1918
- Januar bis Mai: Kämpfe bei Verdun, bei Les Chambrettes, im Chaume-Wald und bei Caurières.
- Mai bis Juni: Kämpfe bei Ronchères (Aisne), Verneuil (Marne) und Dormans.
- Juli bis August: zweite Marneschlacht – Kämpfe bei Comblizy.
- September: Kämpfe in den Vogesen am Col de la Chapelotte.
- 15. Oktober 1918: Einmarsch in das Elsaß. Bei der Einstellung der Kampfhandlungen befand sich das Regiment in Frizon.

### Zweiter Weltkrieg

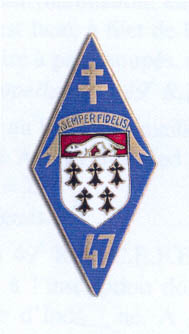
Regimentsabzeichen 1939

Im September 1939 wurde das Regiment von der Région Militaire, Centre Mobilisateur d’infanterie; réserve A type NE; (CMI 44) in Saint-Malo auf Kriegsstärke gebracht. Es gehörte zur 20. Infanteriedivision. Während des kurzen Feldzuges kämpfte das Regiment im Rahmen seiner Möglichkeiten und löste sich nach dem Abschluss des Waffenstillstandes von Compiègne am 22. Juni auf.

## Nachkriegszeit
Im Jahr 1955 wurde in der Traditionslinie das „47e régiment d’infanterie“ in Bataillonsstärke wieder aufgestellt und dann auch nur als „47e bataillon d’infanterie“ bezeichnet. Es wurde unverzüglich nach Algerien verlegt und traf als erstes in Barika in der Provinz Batna ein. 1956 erfolgte die Verlegung nach El Kantara. Aufgabe war die Überwachung der Eisenbahnstrecke von Biskra nach Batna. Eine Diensthundestaffel wurde am Bahnhof von El Kantara stationiert.
Im Juni 1959 entschied Général Boucher de Crèvecoeur, Kommandant der 21. Infanteriedivision, dass die 3. Kompanie das seit 1954 verlassene Beni Ferrah besetzen solle. Die 2. Kompanie hatte in Djémorah die dort stationierten „Tirailleurs Algériens“ (Algerische Schützen) abzulösen. Das Jagdkommando hatte den Stützpunkt El Outaya an der Route Nationale Biskra – Batna besetzt.
Die Bataillonskommandeure während des Algerieneinsatzes waren
- Chef de bataillon Rubin
- Chef de bataillon Lagrange

Zwischen 1956 und 1962 hatte das Bataillon 43 Gefallene und 78 Verwundete zu beklagen.
Am Tag des Waffenstillstandes (19. März 1962) wurden die Eisenbahn-Kontrollposten PK 121, 131, 136, 139, 159, 169, 185, 193 – der PK 123 („col des juifs“) am 27. März aufgegeben.
Noch am gleichen Tag gerieten sieben Soldaten des Bataillons in einen Hinterhalt. Fünf von ihnen wurden von drei desertierenden algerischen Schützen (F.S.N.A – Français de souche nord-africaine – Franzosen nordafrikanischer Herkunft) am PK 159 bei El Kantara massakriert.

„die Kehle durchgeschnitten und verstümmelt“

- es waren:

Sergent Pireaux, André
Caporal 1er classe Dayriat, André
Caporal 2e classe Touboul, Maurice Prosper
Caporal 2e classe Bernard, Roger
Caporal 2e classe Brun, Fernand
Zwei Soldaten konnten entkommen.
Im Mai wurden die 11 Maultiere und die 23 Hunde des „16e peloton cynophile“ (16. Hundeführerzuges) jeweils in die „Centres vétérinaires“ (Veterinärzentren) nach Saint-Arnaud und Compiègne zurückgeschickt.
Im Juli 1962 wurde das Bataillon in Bône eingeschifft und nach Camp de Sissonne transportiert, wo es aufgelöst wurde.

## Regimentsfahne des 47eRI
Auf der Rückseite der Regimentsfahne sind (seit Napoleonischer Zeit) in goldenen Lettern die Feldzüge und Schlachten aufgeführt, an denen das Regiment ruhmvoll teilgenommen hat.

## Auszeichnungen
- Das Fahnenband ist mit dem Croix de guerre mit zwei Palmenzweigen für zweimalige Erwähnung im Armeebericht dekoriert.
- Angehörige des Regiments haben das Recht (auch bei einer eventuellen Wiederindienststellung), die Fourragère in den Farben des Croix de guerre 1914–1918 zu tragen (Ordre général n°124/F du 16/09/1918).
- Das „47e bataillon d’infanterie“ führte die Dekorationen und Abzeichen des „47e régiment d’infanterie“, sowie die Fahne des Regiments bis zur Auflösung 1962. Seitdem ist die Fahne Bestandteil der Fahnensammlung im Schloss Vincennes.

## Prominente Angehörige des Regiments
- Gaspard Jean-Baptiste de Brunet – Général de division